# Classe Illinois
La classe Illinois est une classe de cuirassés pré-Dreadnought de la Marine des États-Unis en service au début du XXe siècle. Elle comprend trois navires : l'USS Illinois (BB-7), l'USS Alabama (BB-8) et l'USS Wisconsin (BB-9) construits entre 1896 et 1901. Le premier navire de sa classe, l'USS Illinois, est mis en service en 1901.
La classe Illinois est une classe de transition ; elle fait des progrès par rapport aux classes précédentes, notamment en intégrant pour la batterie principale (en), les premières tourelles de canon modernes et pour l'armement secondaire, les nouveaux canons à tir rapide (en). Mais ce sont aussi les derniers cuirassés américains à être dotés de technologies dépassées pour l'époque notamment avec des chaudières à tubes de fumée et un blindage Harvey (en). La classe est armée d'une batterie principale composée de deux tourelles jumelles avec deux canons de 13 pouces (330 mm) chacune, soutenue par une batterie secondaire de quatorze canons de 6 pouces (150 mm). Les navires ont une vitesse nominale de 16 nœuds (30 km/h), bien qu'ils puissent dépasser largement cette vitesse.
Les trois navires servent dans divers rôles et lieux tout au long de leur carrière. L'Illinois sert au sein de l'escadre de l'Atlantique Nord et de l'escadre européenne au début de sa carrière, tandis que le Wisconsin est le navire amiral de la flotte du Pacifique, puis de la flotte asiatique. L'Illinois et l'Alabama participent à la croisière de la Grande flotte blanche en décembre 1907 depuis la côte est des États-Unis, mais après avoir contourné l'Amérique du Sud et fait escale en Californie, l'Alabama est contraint de quitter la flotte en raison de problèmes de machines. Le Wisconsin se joint alors à la flotte et continue avec elle jusqu'à la fin de sa tournée en février 1909. Les trois navires sont modernisés en 1909 et servent dans la flotte de l'Atlantique pendant une courte période.
En 1912, les trois navires sont placés dans la flotte de réserve et sont principalement employés comme navires-écoles. Ils continuent à jouer ce rôle pendant la Première Guerre mondiale, en formant des hommes à faire fonctionner les machines des navires de guerre et en effectuant des transports pour l'effort de guerre. Les trois navires sont mis hors service en 1920. L'Illinois est prêté à la milice navale de New York (en) qui le converti en arsenal flottant. Rebaptisé Prairie State en 1941, il est finalement vendu à la ferraille en 1956. Le Wisconsin est démantelé pour être mis à la casse en 1922, tandis que l'Alabama est utilisé comme navire cible en septembre 1921 lors d'essais de bombardement avec l'US Army Air Service.

## Conception et caractéristiques

### Conception

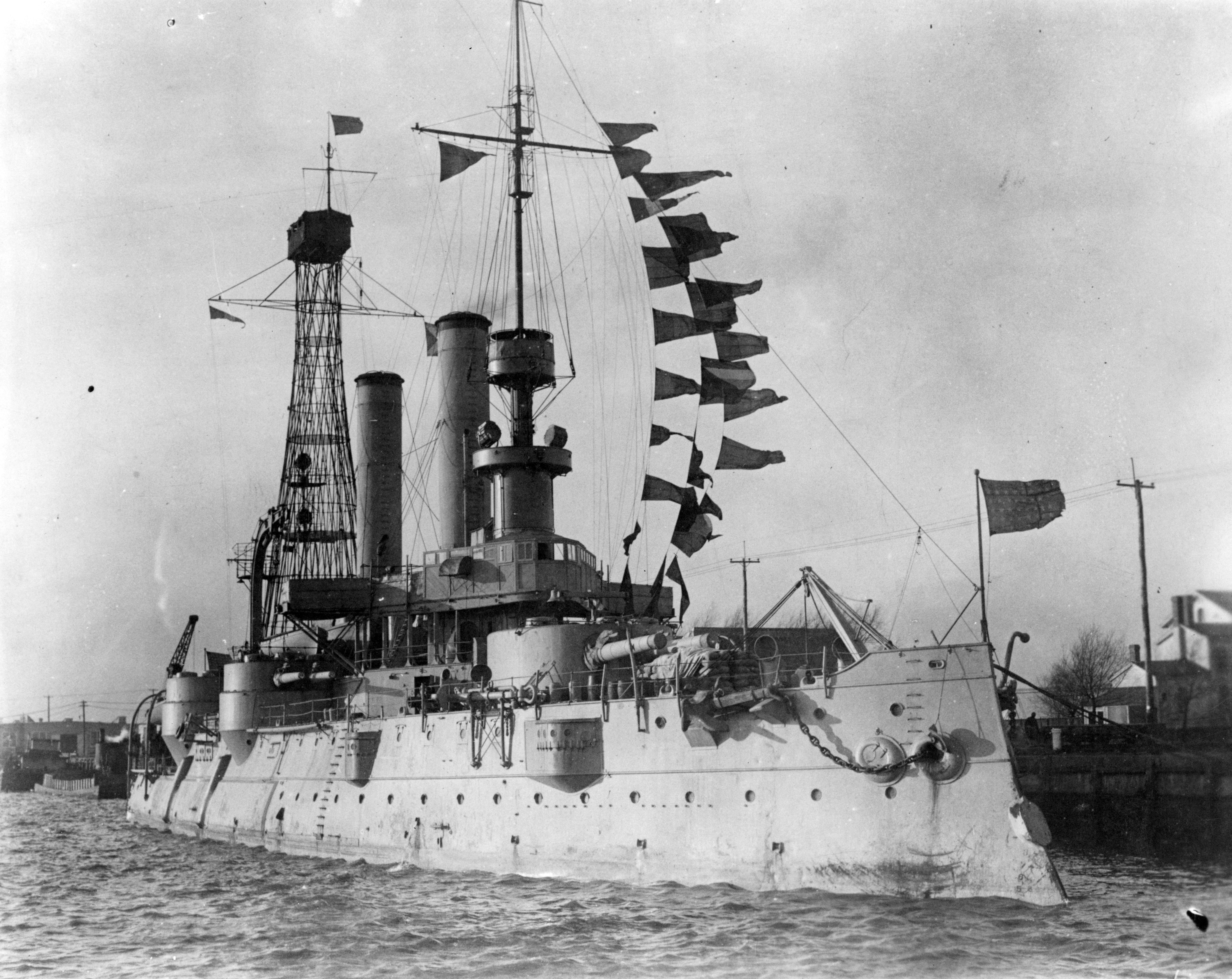
L'USS Iowa (BB-4) qui sert de modèle à la conception de la classe Illinois.

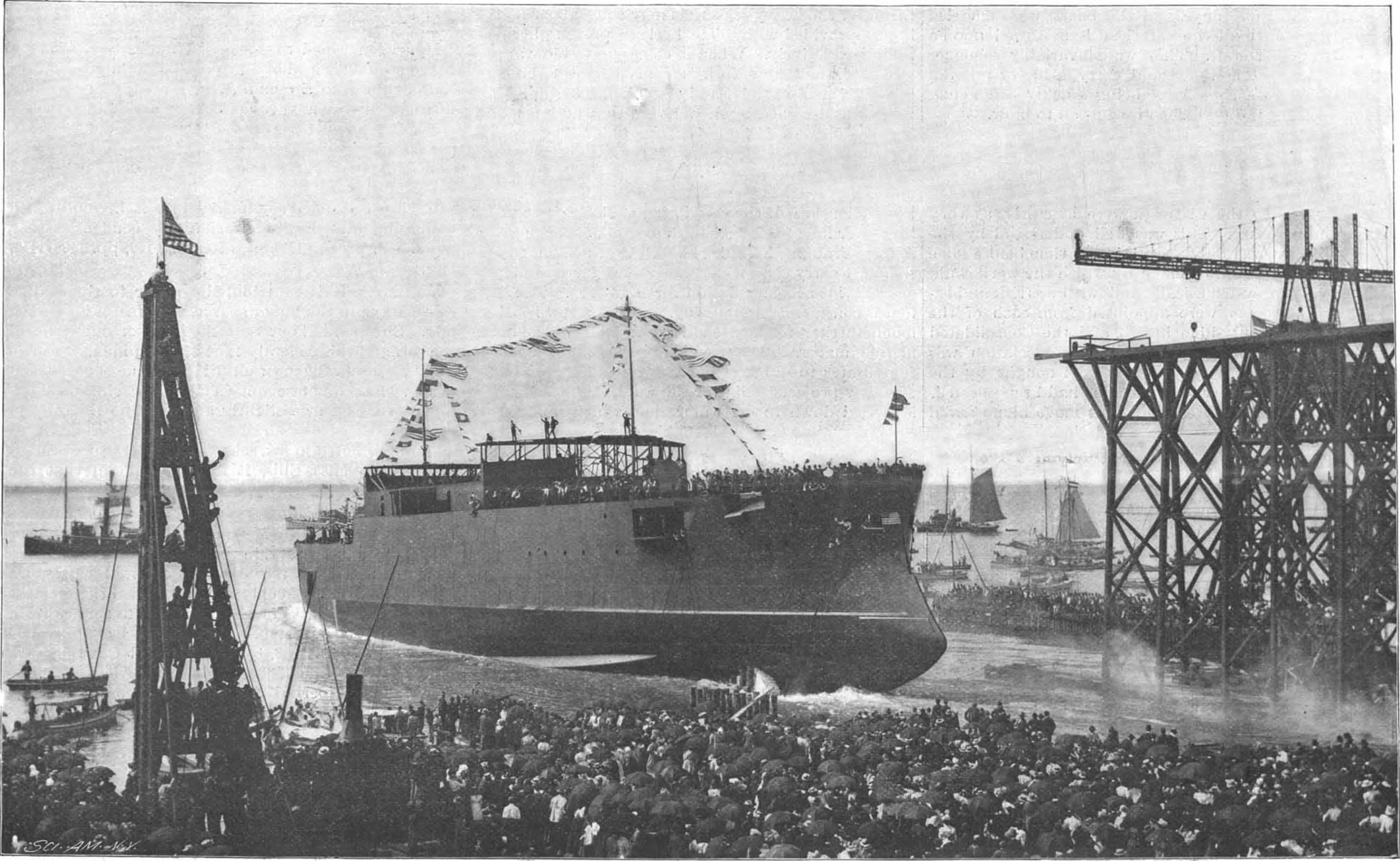
Le lancement de l'USS Illinois, 4 octobre 1898.

Les travaux de conception de ce qui deviendra la classe Illinois commencent le 25 mars 1896, lorsque le contre-amiral J. G. Walker réunit une commission pour étudier les futurs modèles de cuirassés. À cette époque, le seul cuirassé moderne en service est l'USS Indiana (BB-1) qui a un faible tirant d'eau ; le cuirassé à haut tirant d'eau USS Iowa (BB-4) et la classe Kearsarge à faible tirant d'eau sont en cours de construction. Comme la marine a peu d'expérience des cuirassés modernes, la question se pose de savoir s'il faut poursuivre la construction de modèles à faible tirant d'eau, qui conviennent à la défense côtière, construire un autre navire de type Iowa ou se lancer dans le développement d'une nouvelle classe de navire. La commission détermine qu'un autre modèle de cuirassé côtier serait imprudent, car les États-Unis ont de longues côtes et les nouveaux navires doivent donc avoir de meilleures qualités de tenue en mer que les modèles de type Indiana ou Kearsarge.
Les jeux de guerre menés par la flotte conduisent le conseil à spécifier un tirant d'eau ne dépassant pas 7,0 m pour permettre aux navires d'entrer dans les ports relativement peu profonds de la côte du Golfe. Cette limitation a un effet significatif sur la conception ; pour la respecter, le poids doit être maintenu au minimum, ce qui empêche de reprendre la conception de l'Iowa, à moins que l'armement principal ne soit réduit en employant des canons de 12 pouces (300 mm) au lieu de 13 pouces (330 mm). La commission n'est cependant pas disposée à faire cette concession, et un nouveau modèle est donc nécessaire. De plus, la commission détermine que l'armement secondaire de 8 pouces (200 mm) est inutile, car bien qu'il puisse pénétrer le blindage plus fin des casemates des cuirassés ennemis, il ne peut pas délivrer d'obus explosif à travers le blindage. La commission décide donc qu'un nouveau canon de 6 pouces (150 mm) à tir rapide (en) serait supérieur. Cela simplifie également l'approvisionnement en munitions, puisqu'il n'y a qu'un seul calibre secondaire.
La commission détermine que la disposition des blindages de la classe Kearsarge est suffisante et l'adopte sans modification pour les nouveaux navires. Elle écarte cependant les tourelles superposées du Kearsarges, en installant la plupart des canons secondaires dans une batterie au milieu du navire. Une nouvelle conception de tourelle pour la batterie principale est également adoptée ; au lieu des anciennes tourelles rondes de type Monitor des navires précédents, la conception de la classe Illinois comprend une tourelle équilibrée avec un blindage incliné sur la face avant. Ce nouvel équilibre empêche le navire de gîter lorsque l'armement est orienté vers un seul côté du navire, comme c'est le cas pour la classe Indiana. Le 10 juin 1896, le Congrès américain autorise la construction de trois nouveaux cuirassés ; douze jours plus tard, le Bureau of Construction and Repair lance un appel d'offres auprès des différentes sociétés de construction navale américaines. Les contrats pour les nouveaux navires, qui sont baptisés USS Illinois, USS Alabama et USS Wisconsin, sont attribués le 28 août 1896.

### Caractéristiques générales et machinerie
Les navires de la classe Illinois mesurent 112 m de long à la ligne de flottaison et 114 m de long hors tout. Ils ont un maître-bau de 22,0 m et un tirant d'eau de 7,2 m. Les navires déplacent 11 751 t et jusqu'à 12 450 t à pleine charge. Lors de leur construction, les navires sont équipés de lourds mâts militaires, mais ceux-ci sont remplacés par des mâts à cage (en) en 1909. Initialement, la classe est armée par un équipage de 40 officiers et 496 marins, mais au cours de la vie de ces navires, l'équipage passe à 690-713 hommes. La direction est contrôlée par un seul gouvernail et les navires ont un rayon de braquage de 331 m à une vitesse de 12 nœuds (22,2 km/h). La hauteur métacentrique (en) transversale des navires est de 0,8 m,.
Les navires sont propulsés par deux arbres avec des machines à vapeur à triple expansion d'une puissance indiquée de 16 000 chevaux impériaux (11 931,2 kW). La vapeur est fournie par huit chaudières à tubes de fumée alimentées au charbon et connectées à une paire de cheminées (en) disposées côte à côte. Ce sont les derniers navires de la marine américaine à utiliser des chaudières à tubes de fumée ; les conceptions ultérieures emploient des chaudières à tubes d'eau plus efficaces et plus légères. Les moteurs permettent d'atteindre une vitesse maximale de 16 nœuds (29,6 km/h), bien qu'ils aient dépassé cette performance nominale lors des essais, l'Illinois atteignant 17,45 nœuds (32,3 km/h) avec une puissance de 12 757 ch (9 513 kW). Les navires peuvent stocker jusqu'à 1 270 tonnes de charbon, ce qui leur permet de parcourir 4 190 milles marins (7 760 km) à une vitesse de croisière de 10 nœuds (18,5 km/h),,.

### Armements

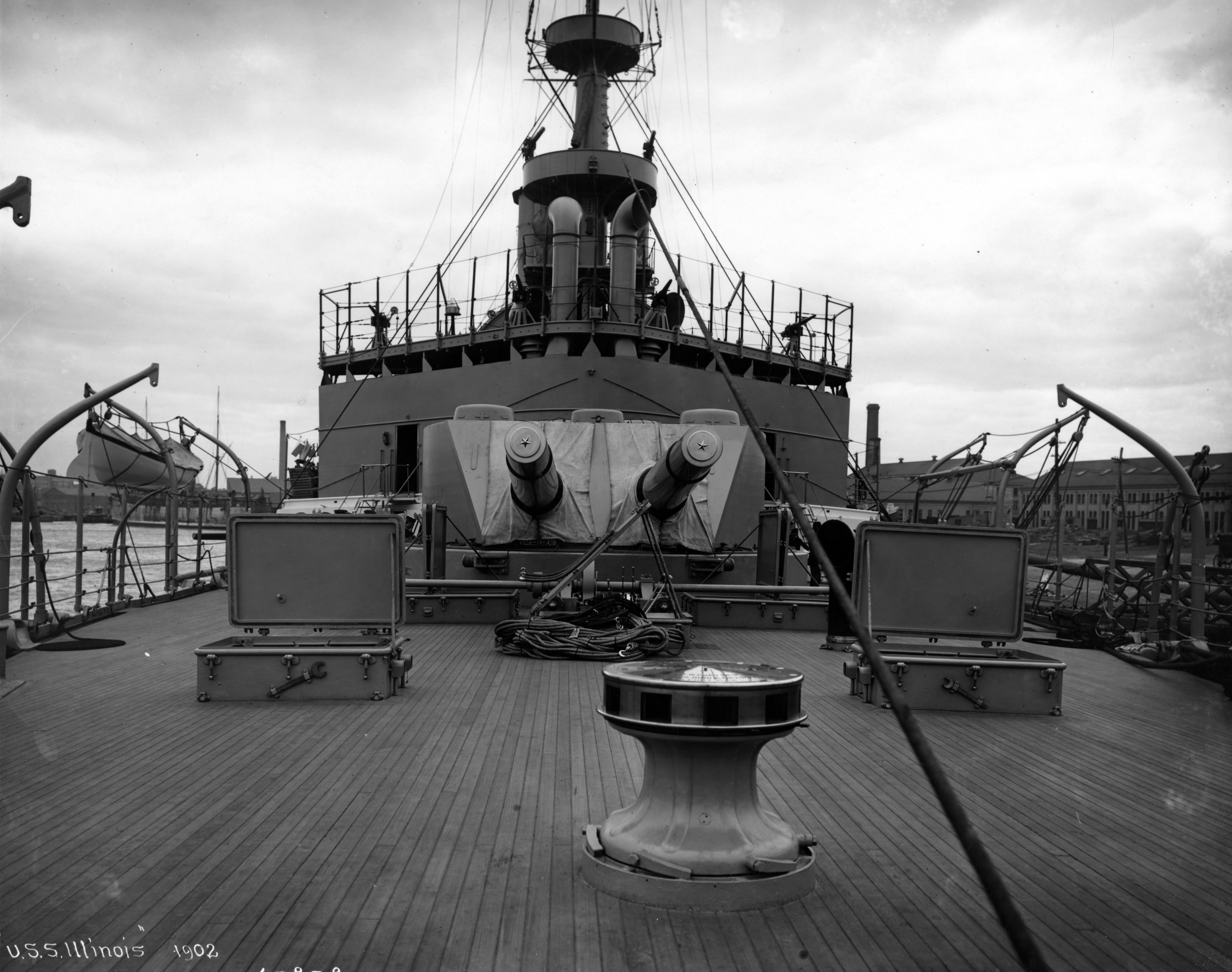
La tourelle arrière armée de deux canons de 330 mm de l'Illinois.

Les navires sont armés d'une batterie principale de quatre canons de 13 pouces (330 mm) /35 calibres (en), répartis sur deux tourelles à deux canons sur la ligne médiane, l'une à l'avant et l'autre à l'arrière. Ces canons tirent des obus de 510 kg avec une charge de poudre brune (en) de 230 kg, mais celle-ci est remplacée par une charge de poudre sans fumée de 82 kg, qui produit une vitesse initiale de 610 m/s. Le canon a une portée de 11 430 m, bien que les règlements de la Marine prescrivent d'ouvrir le feu à 7 300 m ; mais même cette dernière recommandation est au-delà de la portée à laquelle les artilleurs de l'époque peuvent toucher de manière fiable. À une distance de 1 830 m, les obus peuvent pénétrer 508 mm d'acier. Le canon est à tir lent, nécessitant 320 secondes entre chaque tir. Les canons sont montés dans des tourelles Mark IV, qui disposent une amplitude d'élévation de 15 degrés à -5 degrés. Les tourelles exigent que les canons reviennent à 2 degrés pour le chargement. Le stockage des munitions est de 60 obus par canon.
La batterie secondaire (en) se compose de quatorze canons Mark IV de 6 pouces (152 mm)/40 calibres (en), qui sont placés dans des casemates sur la coque. Ils tirent des obus de 48 kg à une vitesse initiale de 660 m/s,. Pour la défense de proximité contre les torpilleurs, les navires transportent seize canons de 57 mm Hotchkiss montés dans des casemates le long de la coque et six canons de 37 mm. Ces canons tirent respectivement des obus de 2,74 kg et de 0,494 kg,. Comme c'est la norme pour les plus importants navires de guerre de l'époque, la classe Illinois embarque quatre tubes lance-torpilles de 457 mm (en) montés sur la coque, au-dessus de ligne de flottaison. Ils sont initialement équipés du modèle Whitehead Mark 2 torpedo (en), qui transporte une ogive de 64 kg avec une portée de 730 m à une vitesse de 27 nœuds (50 km/h).

### Blindage

Diagramme désignant les principaux éléments du blindage d'un navire au début du 20e siècle. A : ceinture blindée, B : pont principal, C : blindage du pont incliné, et D : cloison anti-torpilles.

Les trois navires sont protégés par un blindage Harvey (en) ; ce sont les derniers navires de la marine américaine à dépendre entièrement de l'acier Harvey. La ceinture blindée principale du navire a une épaisseur de 419 mm au niveau des magasins et de la salle des machines, et de 241 mm sur ses extrémités verticales. Elle se réduit progressivement à 102 mm vers la proue. Des cloisons transversales de 305 mm d'épaisseur relient les deux extrémités de la ceinture centrale et les barbettes de la batterie principale. Le pont blindé du navire a une épaisseur de 70 mm sur la partie plate, avec des côtés inclinés de 76 mm à l'avant et de 127 mm à l'arrière. Le château dispose d'un blindage de 25,4 mm d'épaisseur et d'un toit de 51 mm d'épaisseur.
Les tourelles des canons de la batterie principale disposent d'un blindage de 356 mm d'épaisseur sur ses côtés et de 76 mm d'épaisseur sur sa partie supérieure, et les barbettes de soutien ont un blindage de 381 mm sur leurs côtés exposés. La partie des barbettes qui se trouvent derrière le blindage de la ceinture est réduite à 254 mm d'épaisseur. Un blindage de 152 mm d'épaisseur protège la batterie secondaire, et la moitié inférieure du blindage de la casemate est soutenue par des soutes à charbon, ce qui augmente le niveau de protection. Des cloisons anti-éclats de 38 mm d'épaisseur sont placées entre chacun des canons secondaires afin de réduire la possibilité qu'un obus n'endommage plusieurs canons.

## Unités de la classe
- La classe Illinois est constituée de trois cuirassés :

| Nom             | Numéro | Image | Chantier                  | Quille            | Lancement        | Mise en service   | Destin                 |
| --------------- | ------ | ----- | ------------------------- | ----------------- | ---------------- | ----------------- | ---------------------- |
| USS Illinois,   | BB-7   |       | Newport News Shipbuilding | 10 février 1897   | 4 octobre 1898   | 16 septembre 1901 | Désarmé le 15 mai 1921 |
| USS Alabama,    | BB-8   |       | William Cramp & Sons      | 1er décembre 1896 | 18 mai 1898      | 16 octobre 1900   | Désarmé le 7 mai 1920  |
| USS Wisconsin , | BB-9   |       | Union Iron Works          | 9 février 1897    | 25 novembre 1898 | 4 février 1901    | Désarmé le 15 mai 1920 |

## Histoire du service

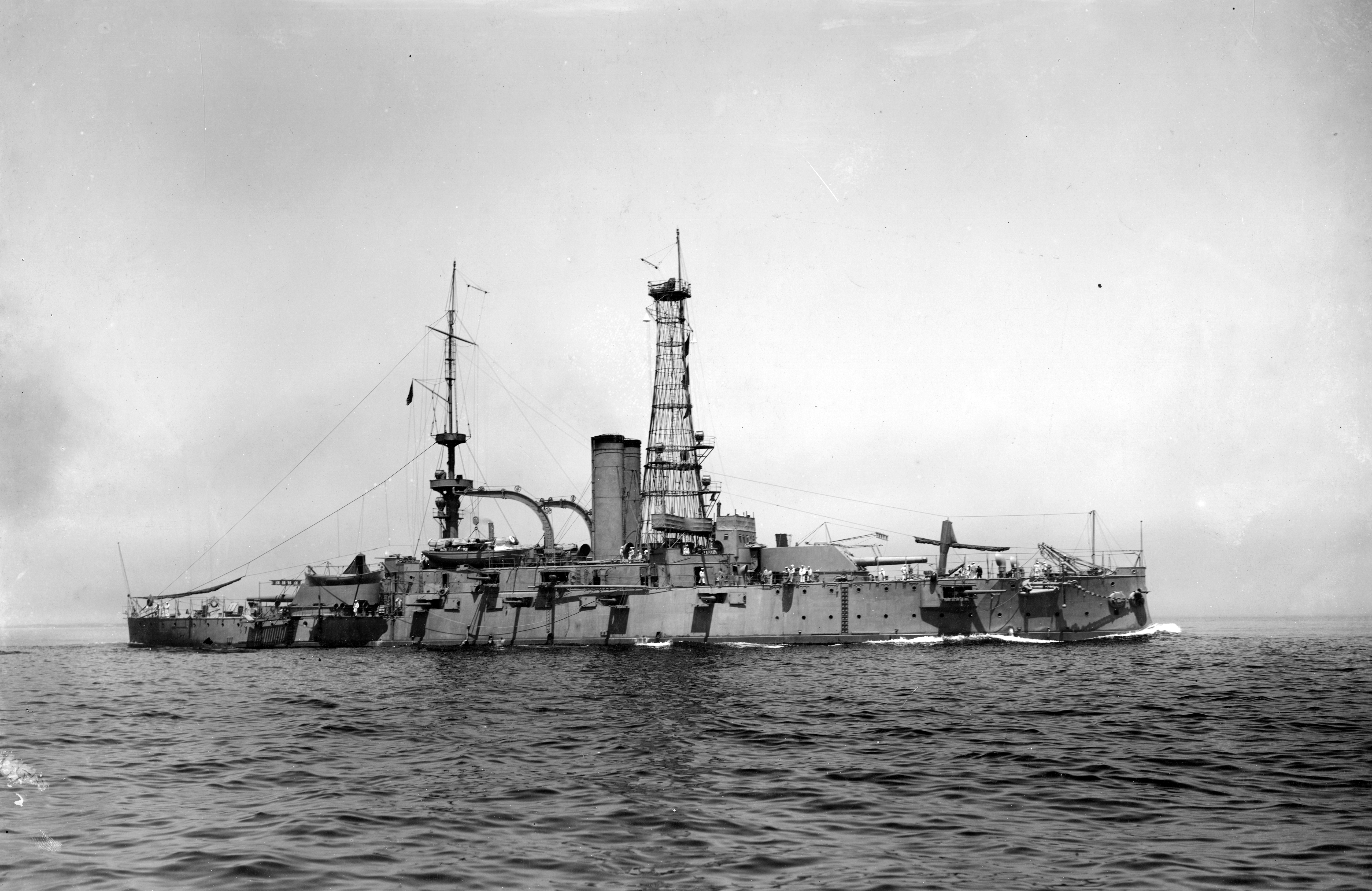
Le Wisconsin après sa modernisation (vers 1909-1910).

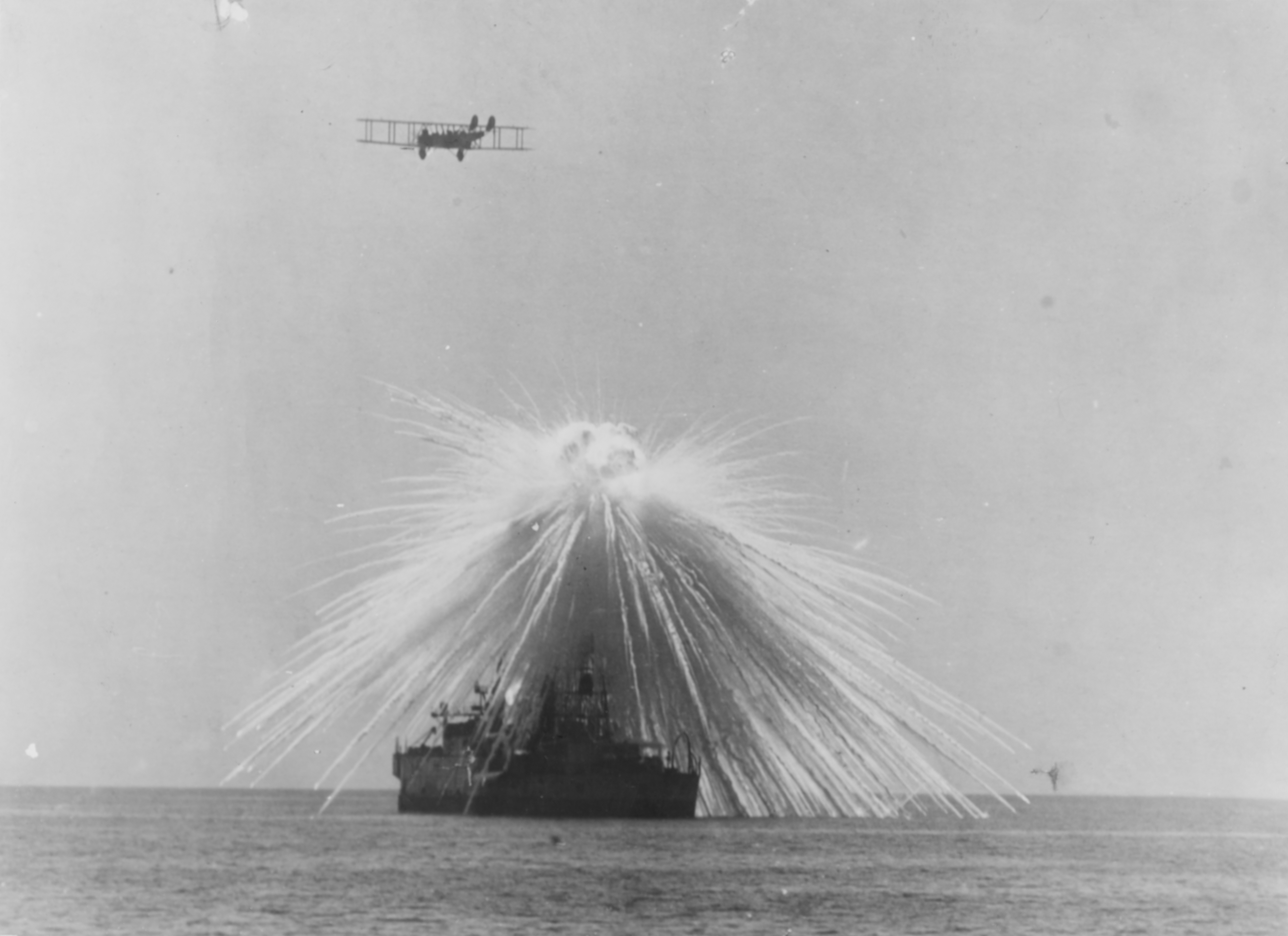
L'Alabama touché par une bombe au phosphore, baie de Chesapeake, 23 septembre 1921.

Dès leur mise en service, l'Alabama et l'Illinois servent dans l'escadre de l'Atlantique Nord. Les deux navires se rendent en Europe au début de leur carrière. L'Illinois devient le navire amiral de l'escadre européenne pendant une courte période en 1902. Il s'échoue accidentellement au large d'Oslo, en Norvège, en 1902 puis retourne au sein de l'escadre de l'Atlantique Nord en janvier 1903,. Le Wisconsin, ayant été construit sur la côte ouest des États-Unis, le navire sert dans la flotte du Pacifique comme navire amiral. En 1903, il est transféré à la flotte asiatique, et il y reste jusqu'à la fin de 1906, date à laquelle il retourne en Californie.
L'Illinois et l'Alabama prennent part à la Grande flotte blanche pour un tour du monde qui débute en décembre 1907,. Le Wisconsin se joint à la flotte après avoir contourné l'Amérique du Sud en juillet 1908 ; l'Alabama doit quitter la flotte en raison de dommages moteurs qui nécessitent des réparations. L'Alabama est détaché en même temps que le cuirassé USS Maine (BB-10) ; les deux navires poursuivent le voyage indépendamment et selon un itinéraire considérablement raccourci. Les autres navires de la grande flotte traversent ensuite le Pacifique et font escale en Australie, aux Philippines et au Japon avant de poursuivre leur route dans l'océan Indien. La flotte transite par le canal de Suez et fait le tour de la Méditerranée avant de traverser l'Atlantique,. Elle arrive à Hampton Roads le 22 février 1909 pour une revue navale avec le président Theodore Roosevelt.
Les trois navires sont modernisés après leur retour en 1909 ; à partir de 1912, ils sont mis en réserve et employés comme navires-écoles pour les aspirants de l'Académie navale américaine et les unités de milice navale (en). Ils continuent à jouer ce rôle pendant la Première Guerre mondiale, dans laquelle les États-Unis sont entrés le 6 avril 1917. Ces navires sont chargés de former le personnel de la salle des machines, les gardes armés des navires marchands et d'autres spécialités encore,,. Après la reddition allemande en novembre 1918, si la plupart des cuirassés de la flotte de l'Atlantique sont utilisés comme moyens de transport pour ramener les soldats américains de France vers les États-Unis, les navires de la classe Illinois ne participent pas à cette opération, en raison de leur faible rayon d'action et de leur petite taille.
Après la guerre, les navires de la classe Illinois ne servent que brièvement avec la flotte, toujours en tant que navires d'entraînement. Les trois navires sont désarmés entre 1920 et 1921,,. Le Wisconsin est vendu à la casse en janvier 1922. L'Illinois est converti en armurerie flottante pour la milice navale de New York (en) ; rebaptisé Prairie State en 1941, il sert dans ce rôle jusqu'en 1956, date à laquelle il est lui aussi vendu à la casse. L'Alabama connait une fin plus spectaculaire en tant que navire cible pour les expériences de bombardement menées par l'US Army Air Service en septembre 1921. Il est touché par plusieurs bombes, notamment des armes au phosphore blanc et des bombes perforantes de 910 kg, avant de sombrer,.